# Campionati europei di nuoto in vasca corta 2010 - 50 metri farfalla maschili
Le qualifiche per la semifinale si sono svolte la mattina del 28 novembre 2010, mentre la semifinale e la finale si sono svolte la sera dello stesso giorno.

## Medaglie
| Posizione | Atleta          | Paese       |
| --------- | --------------- | ----------- |
| Oro       | Steffen Deibler | Germania    |
| Argento   | Andriy Govorov  | Ucraina     |
| Bronzo    | Joeri Verlinden | Paesi Bassi |

## Record
Prima della manifestazione il record del mondo (RM), il record europeo (EU) e il record dei campionati (RC) erano i seguenti.
| Record mondiale       | 21.80 | Steffen Deibler Germania   | 14 novembre 2009 Berlino, Germania |
| Record europeo        | 21.80 | Steffen Deibler Germania   | 14 novembre 2009 Berlino, Germania |
| Record dei campionati | 22.07 | Johannes Dietrich Germania | 13 dicembre 2009 Istanbul, Turchia |

Durante la competizione non sono stati migliorati record.

## Risultati batterie
| Pos. | Atleta                    | Nazionalità | Tempo       | Batteria    | Corsia      | Note        |
| ---- | ------------------------- | ----------- | ----------- | ----------- | ----------- | ----------- |
| 1    | Andriy Govorov            | Ucraina     | 22.81       | 4           | 3           |             |
| 2    | Steffen Deibler           | Germania    | 23.38       | 5           | 4           |             |
| 3    | Joeri Verlinden           | Paesi Bassi | 23.45       | 5           | 5           |             |
| 4    | Paolo Facchinelli         | Italia      | 23.61       | 3           | 6           |             |
| 5    | Benjamin Starke           | Germania    | 23.63       | 3           | 5           |             |
| 5    | Michal Rubacek            | Rep. Ceca   | 23.63       | 4           | 5           |             |
| 7    | Mario Todorovic           | Croazia     | 23.64       | 3           | 4           |             |
| 8    | Martin Spitzer            | Austria     | 23.68       | 5           | 3           |             |
| 9    | Alexei Puninski           | Croazia     | 23.95       | 3           | 3           |             |
| 10   | Mehdy Metella             | Francia     | 24.03       | 3           | 1           |             |
| 11   | Flori Lang                | Svizzera    | 24.05       | 4           | 6           |             |
| 12   | Nikolay Skvortsov         | Russia      | 24.12       | 5           | 7           |             |
| 13   | Peter Hos                 | Ungheria    | 24.13       | 4           | 8           |             |
| 14   | Roman Kucik               | Slovacchia  | 24.17       | 5           | 8           |             |
| 15   | Yakov Yan Toumarkin       | Israele     | 24.19       | 1           | 3           |             |
| 16   | Michal Navara             | Slovacchia  | 24.25       | 5           | 2           |             |
| 17   | Yahor Dodaleu             | Bielorussia | 24.27       | 2           | 4           |             |
| 18   | Kristian Outinen          | Finlandia   | 24.35       | 4           | 1           |             |
| 19   | Martin Verner             | Rep. Ceca   | 24.39       | 5           | 6           |             |
| 20   | Gilles De Wilde           | Belgio      | 24.46       | 4           | 7           |             |
| 21   | Vladimir Bryukhov         | Russia      | 24.48       | 2           | 2           |             |
| 22   | Stefano Mauro Pizzamiglio | Italia      | 24.50       | 3           | 7           |             |
| 23   | Bence Pulai               | Ungheria    | 24.52       | 1           | 5           |             |
| 24   | Norbert Trudman           | Slovacchia  | 24.53       | 3           | 8           |             |
| 25   | Krisztián Takács          | Ungheria    | 24.60       | 3           | 2           |             |
| 26   | Stefanos Dimitriadis      | Grecia      | 24.74       | 5           | 1           |             |
| 27   | Paulius Viktoravicius     | Lituania    | 24.97       | 4           | 2           |             |
| 28   | Alexander Brobe Skeltved  | Norvegia    | 24.98       | 2           | 3           |             |
| 29   | Jordan Coelho             | Francia     | 25.03       | 2           | 7           |             |
| 30   | Pjotr Degtjarjov          | Estonia     | 25.09       | 2           | 6           |             |
| 31   | Marko Tiidla              | Estonia     | 25.24       | 2           | 5           |             |
| 32   | Jonatan Kopelev           | Israele     | 25.25       | 2           | 1           |             |
|      | Ugur Orel Oral            | Turchia     | non partito | non partito | non partito | non partito |
|      | Duje Draganja             | Croazia     | non partito | non partito | non partito | non partito |

## Semifinali
| Pos. | Atleta              | Nazionalità | Tempo | Batteria | Corsia | Note |
| ---- | ------------------- | ----------- | ----- | -------- | ------ | ---- |
| 1    | Andriy Govorov      | Ucraina     | 22.88 | 2        | 4      |      |
| 2    | Joeri Verlinden     | Paesi Bassi | 23.25 | 2        | 5      |      |
| 3    | Steffen Deibler     | Germania    | 23.28 | 1        | 4      |      |
| 4    | Martin Spitzer      | Austria     | 23.36 | 2        | 6      |      |
| 5    | Paolo Facchinelli   | Italia      | 23.45 | 1        | 5      |      |
| 6    | Mario Todorovic     | Croazia     | 23.46 | 1        | 3      |      |
| 7    | Flori Lang          | Svizzera    | 23.73 | 1        | 2      |      |
| 8    | Alexei Puninski     | Croazia     | 23.76 | 1        | 6      |      |
| 9    | Nikolay Skvortsov   | Russia      | 23.79 | 2        | 7      |      |
| 10   | Michal Rubacek      | Rep. Ceca   | 23.97 | 2        | 3      |      |
| 11   | Yahor Dodaleu       | Bielorussia | 23.98 | 1        | 8      |      |
| 12   | Peter Hos           | Ungheria    | 24.04 | 1        | 7      |      |
| 13   | Roman Kucik         | Slovacchia  | 24.07 | 2        | 1      |      |
| 14   | Michal Navara       | Slovacchia  | 24.28 | 2        | 8      |      |
| 15   | Yakov Yan Toumarkin | Israele     | 24.37 | 1        | 1      |      |
| 16   | Mehdy Metella       | Francia     | 24.43 | 2        | 2      |      |

## Finale
| Pos. | Atleta            | Nazionalità | Tempo | Corsia | Note |
| ---- | ----------------- | ----------- | ----- | ------ | ---- |
|      | Steffen Deibler   | Germania    | 22.34 | 3      |      |
|      | Andriy Govorov    | Ucraina     | 22.74 | 4      |      |
|      | Joeri Verlinden   | Paesi Bassi | 23.23 | 5      |      |
| 4    | Paolo Facchinelli | Italia      | 23.25 | 2      |      |
| 5    | Martin Spitzer    | Austria     | 23.31 | 6      |      |
| 6    | Mario Todorovic   | Croazia     | 23.42 | 7      |      |
| 7    | Alexei Puninski   | Croazia     | 23.50 | 8      |      |
| 8    | Flori Lang        | Svizzera    | 23.56 | 1      |      |